# Camisa de Vênus
Camisa de Vênus est un groupe de rock brésilien, originaire de Salvador. Le groupe connait un grand succès dans les années 1980. Ils sont mieux connus pour leurs morceaux Bete morreu, Eu não matei Joana D'Arc, Simca chambord, Deus me dê grana, Hoje, et É só o fim.

## Biographie
Le groupe est formé en 1980 par Marcelo Drummond Nova à sa rencontre avec Robério Santana, que travaillait au sein de TV Aratu. Discutant musique, ils décident de former ensemble un groupe. Marcelo Nova servirait au chant, et Robério Santana à la basse. Robério fait appel à son amo Karl Franz Hummel pour la guitare, et Gustavo Adolpho Souza Mullem les rejoint à la batterie. À la guitare solo, c'est Eugênio Soares.
Lors des répétitions, ceux qui y assistaient trouvaient leur style musical gênant. De ce fait, Marcelo Nova suggèrera le nom de Camisa de Vênus, en référence aux préservatifs qu'il juge inconfortables. Après deux présentations à Salvador, Eugênio Soares quitte le groupe, et Gustavo Mullem, qui veut jouer de la guitare solo, fait appel à Aldo Pereira Machado à la batterie. Plus tard, Camisa de Vênus enregistre et publie son premier album homonyme, en 1983
En 2015, Marcelo Nova et Robério Santana annonce une tournée commémorative de Camisa de Vênus pour fe^ter ses 35 ans d'existence,. 

## Membres
- Marcelo Nova - chant
- Drake Nova - guitare
- Leandro Dalle - guitare
- Robério Santana - basse
- Célio Glouster - batterie

## Vidéographie
- 2004 : Ao Vivo - Festival de Verão Salvador
- 2007 : Ao Vivo em Divinópolis